# Transvaloración
En filosofía, transvaloración se refiere a una transformación o cambio de valor. Es un término introducido por la teoría de Nietzsche, quien proclamaba la transmutación radical de todos los valores de la ética tradicional (Umwertung aller Werte). Esencialmente se trata de una hipercrítica moral que es una innovación en la filosofía práctica análoga a la que Kant realizó dentro de los límites de la filosofía especulativa. La idea de una transvaloración se convierte de hecho en una inversión de las categorías morales de bondad, derecho y justicia, fundada en una concepción básicamente naturalista de la vida espiritual del hombre.